# 따뜻한 남쪽 나라
《따뜻한 남쪽 나라》는 한국방송공사 1TV 특집드라마이며, 1987년 1월에 김만철 일가의 탈북기을 바탕으로 각색되었다.

## 제작진
- 극본 : 윤혁민
- 연출 : 전세권

## 출연진

### 주연
- 윤주상 : 김만철 역
- 김명천 : 최정섭 역
- 김성주 : 최봉례 역
- 최금구 : 최평섭 역
- 유명순 : 허문화 역
- 임진택 : 김광규 역
- 김동녀 : 최치선 역
- 변동철 : 김명일 역
- 김미숙 : 김광옥 역
- 김선녀 : 김광숙 역
- 변동철 : 김명일 역
- 정명현 : 김광호 역
- 노영일 : 소년 김만철 역

### 조연, 단역
1부 탈출
- 박경득
- 박옹
- 이한승
- 곽경환
- 박종설
- 박해상
- 여무영
- 서학
- 홍영자
- 최성웅
- 이필훈
- 이혜경
- 전병옥
- 이두섭
- 최우백
- 선동혁
- 최동균
- 신원균
- 손영춘
- 이용진
- 최정우
- 김경애
- 박상대
- 홍영미

2부 조국
- 최명수
- 김해권
- 김시원
- 박건식
- 오현경
- 김성겸
- 기정수
- 윤관용
- 김성원
- 장학수
- 강만희
- 서회승
- 이진수
- 박웅
- 문영수
- 심우창
- 문미봉
- 박규식
- 정재순
- 방숙례
- 서상식
- 오영수
- 조재훈
- 배도익
- 김창봉
- 안형식
- 고희준
- 이형준
- 박봉서
- 최삼설
- 박상규
- 원근희
- 박태민
- 김재건
- 정상철
- 김종칠
- 김종구
- 이혜경
- 차두옥
- 유동근
- 함원영
- 이영재
- 백경훈
- 김범기
- 이경영
- 안승훈
- 이찬우
- 조동신
- 박필영
- 임찬호
- 전병무
- 황덕재
- 오진수
- 강규영
- 박윤희

## 부제
- 1부 탈출
- 2부 조국

## 같이 보기
- 김만철
- 북한이탈주민